# Prächtiges Bärenohr
Das Prächtige Bärenohr (Arctotis fastuosa) ist eine Pflanzenart aus der Gattung Arctotis innerhalb der Familie der Korbblütler (Asteraceae). Sie ist im südlichen Afrika beheimatet und wird gelegentlich als Zierpflanze genutzt.

## Beschreibung

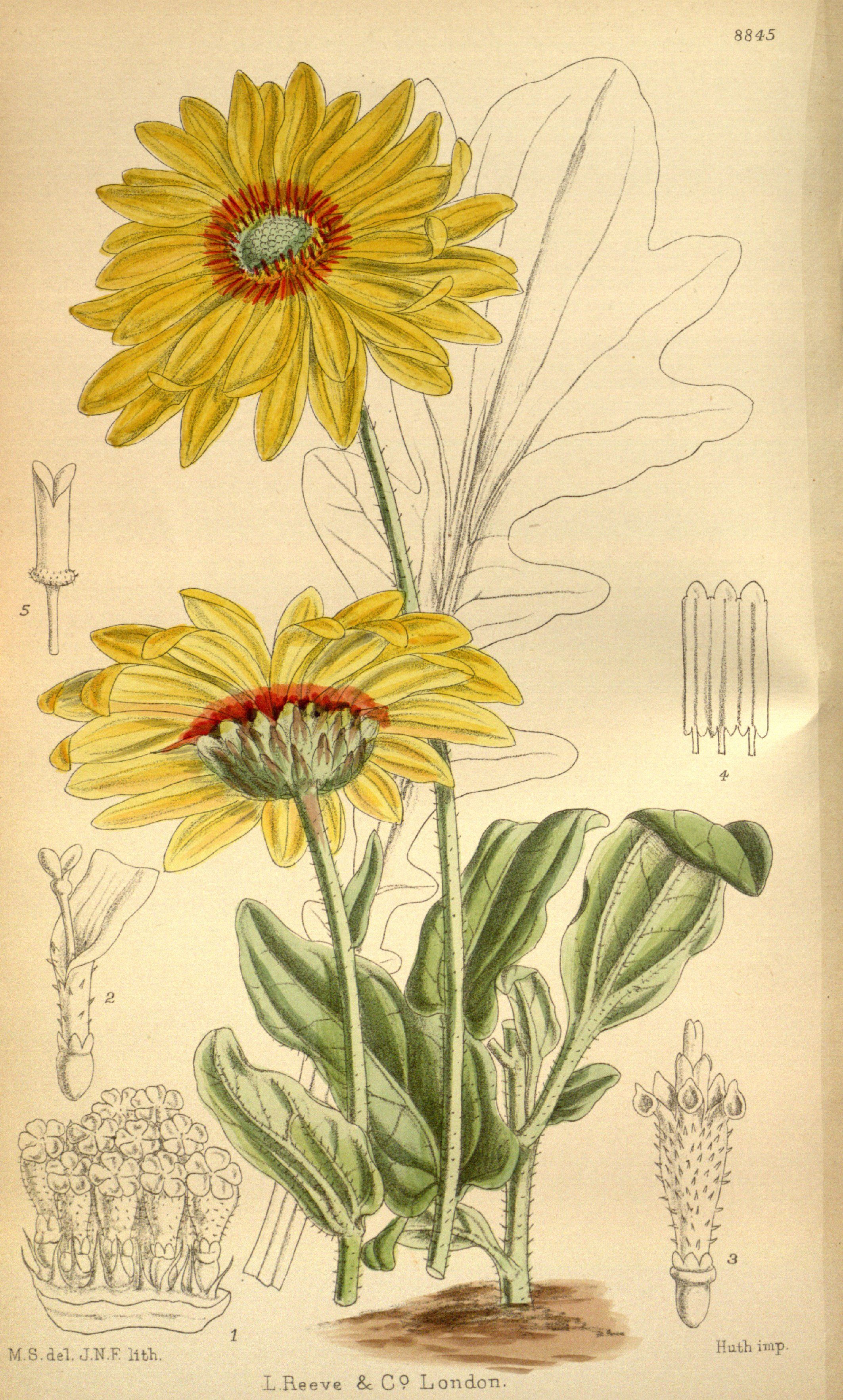
Illustration

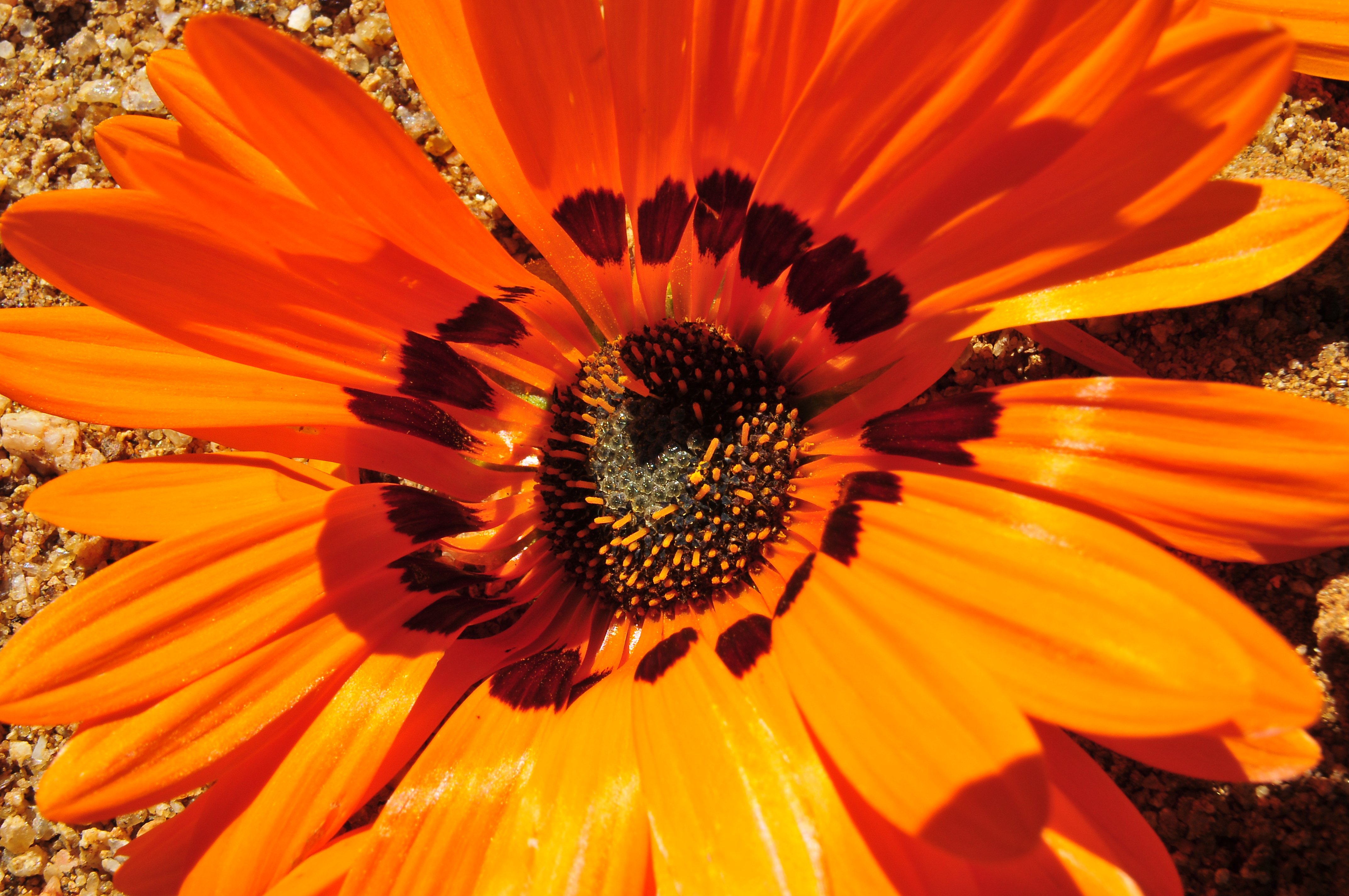
Ausschnitt eines Blütenkorbes mit Zungen- sowie Röhrenblüten im Detail

### Vegetative Merkmale
Das Prächtige Bärenohr ist eine einjährige Krautige Pflanze. Die Wuchshöhen betragen meist 20 bis 60 Zentimeter, der Wuchs ist aber hauptsächlich abhängig von der verfügbaren Regenmenge und kann Werte zwischen 10 und gelegentlich 80 bis 90 Zentimeter erreichen. Die oberirdischen Pflanzenteile sind dicht behaart, durch diese filzige bis wollige Behaarung (Indument) sehen die Laubblätter silbrig-weiß aus.
Die in lockeren grundständigen Rosetten und wechselständig am Stängel verteilt angeordneten Laubblätter sind gestielt bis sitzend. Die Blattstiele sind abgeflacht und besonders breit an ihrer Basis. Die Blattspreite der Grundblätter bis mittleren Stängelblätter ist bei einer Länge von 4 bis 9 Zentimetern sowie bei einer Breite von 1,5 bis 2,5 Zentimetern im Umriss lanzettlich bis verkehrt-lanzettlich, die Ränder können nur seicht oder bis zur Mittelrippe eingeschnitten und unregelmäßig vier- bis fünffach fiederteilig bis -lappig sein. Je weiter oben am Stängel werden die Laubblätter zunehmend kleiner sind wenig gelappt bis mehr oder weniger ganzrandig und sitzend mit stängelumfassender Spreitenbasis.

### Generative Merkmale
Der Blütenstandsschaft ist selten 10 bis meist 18 bis 22 Zentimeter lang und trägt drei oder mehr Blätter und auf ihm steht ein einzelner Blütenkorb. Der körbchenförmige Blütenstand weist einen Durchmesser von 4 bis 10 Zentimetern auf. Die Hüllblätter sind in mehreren überlappenden Reihen angeordnet. Die äußeren Hüllblätter sind abstehend bis zurückgebogen, linealisch, oft mit mehr oder weniger breiter Basis und auf der Unterseite spinnwebenartig bis rau behaart. Die inneren Hüllblätter sind anliegend und mehr oder weniger lanzettlich, oft mit gerundeten, durchscheinenden, bewimperten oberen Enden oder sie sind verkehrt-eiförmig.
Es sind 35 bis 40 oder bis zu 50 Zungenblüten = Strahlenblüten vorhanden, die in zwei Kreisen stehen; ihre Zungen sind 3 bis 5,5 Zentimeter lang sowie 0,4 bis 0,7 Zentimeter breit, ihre Farbe ist hell-orangefarben oder gelb, die Kronblätter des inneren Kreises sind an der Basis rotbraun. Die vielen Scheibenblüten sind zwittrig oder die inneren männlich gelbbraun bis braun-purpurfarben oder dunkelbraun bis schwarz.
Die kahle Achäne ist bei einer Länge von 1,3 bis 1,5 bis maximal 2 Millimetern eiförmig und abgeflacht, die Außenseite ist glatt. Ein Pappus ist nicht vorhanden oder winzig kronenförmig.
Die Chromosomengrundzahl beträgt x = 9; es liegt Diploidie mit einer Chromosomenzahl von 2n = 18 vor.

## Verbreitung
Hauptsächlich ist Arctotis fastuosa im Namaqualand in den südafrikanischen Provinzen Nord- sowie Westkap verbreitet und das Verbreitungsgebiet reicht nach Norden bis ins südwestliche Namibia und südlich entlang des Doorn River und des Biedouw-Tals. Das Verbreitungsgebiet ist durch eine sommerliche Trockenperiode gekennzeichnet, die die Pflanzen als Samen überstehen. In Kalifornien ist Arctotis fastuosa als Neophyt eingebürgert.

## Taxonomie
Die Erstbeschreibung von Arctotis fastuosa erfolgte 1797 durch Nikolaus Joseph von Jacquin in Plantarum Rariorum Horti Caesarei Schoenbrunnensis, 2, S. 20, Tafel 166. Diese Erstbeschreibung erfolgte anhand eines in Schönbrunn kultivierten Exemplars, das ursprünglich aus Südafrika stammte. Der Lectotypus wurde durch McKenzie und Barker 2010 festgelegt. Synonyme für Arctotis fastuosa Jacq. sind: Venidium fastuosum (Jacq.) Stapf, Arctotis aurea (DC.) Beauverd, Arctotis maximilianii Schltr., Arctotis mirabilis Dümmer, Arctotis wyleyi (Harv.) O.Hoffm., Venidium aureum DC., Venidium macrocephalum DC., Venidium wyleyi Harv.

## Verwendung
Das Prächtige Bärenohr wird gelegentlich als Zierpflanze verwendet. Erstmals wurde es 1797 nach Europa eingeführt. Es existieren einige Sorten, auch mit cremefarbigen Strahlenblüten. Die meisten in Kultur befindlichen Pflanzen sind allerdings Hybriden aus Arctotis fastuosa Jacq. und Arctotis venusta Norl. Die vielen Sorten werden als Arctotis ×hybrida hort. bezeichnet und sind in einem größeren Spektrum an Blütenfarben von weiß, rosafarben und rot erhältlich.